# Beer Bitches
Die Beer Bitches (Eigenschreibweise: BeerBitches) sind ein Gesangstrio um die Komikerin, Sängerin und Schauspielerin Carolin Kebekus. Die Gruppe singt Lieder in kölscher Mundart.

## Bandgeschichte
Carolin Kebekus gründete die Beer Bitches 2014 mit den Kölner Sängerinnen Nadine Weyer und Irina Ehlenbeck. Laut eigener Aussage hatten sie die Idee dazu im Backstage-Bereich von Stefan Knittlers P/op Kölsch-Show im Kölner Gloria-Theater.
Irina Ehlenbeck hat ihre Gesangskarriere beim Kölner Jugendchor St. Stephan begonnen und trat als Sängerin mit Kölner Bands wie Kasalla, Bläck Fööss und den Höhnern auf; Nadine Weyer hat mit den Höhnern und De Imis gearbeitet.
Zunächst coverten die Beer Bitches verschiedene internationale Charterfolge, unter anderem von Lady Gaga, Beyoncé und Tina Turner, die sie, mit neuen Texten versehen, als Partysongs auf Kölsch einsangen. Später kamen auch eigene Produktionen dazu.
Die ersten Auftritte hatte die Band bei Kölner Veranstaltungen wie dem P/op Kölsch oder Deine Sitzung. Auf der vom WDR übertragenen Karnevalssitzung Deine Sitzung 2016 coverten die Beer Bitches Adeles Charthit Hello als Helau. Auf humoristische Art wird hier die folkloristisch gepflegte Rivalität zwischen dem Kölner und Düsseldorfer Karneval persifliert. Ein Videomitschnitt des Songs wurde bei YouTube in kurzer Zeit über 1,5 Millionen Mal aufgerufen.
Die Band war ab 2016 fester Bestandteil auf Veranstaltungen des Kölner Karnevals. Dabei traten sie unter anderem auch mit Krätzchen (Kevin und Grit) auf, dem traditionellen rheinischen Vortragsgesang. Im November 2017 veranstalteten die Beer Bitches ihre ersten abendfüllenden Konzerte in Köln. Die erste Tournee folgte 2018. Bei ihren Liveauftritten werden die Beer Bitches von der Band Loose Ladyboys unterstützt und begleitet. Im Rahmen ihrer ersten Tournee stellten die Beer Bitches auch ihr erstes Album Deck Opjedrage (Hochdeutsch: Dick Aufgetragen) vor, das bei Pavement Records, einem Label, das sich auf Kölner Mundart spezialisiert hat, produziert wurde.
Bei der Veranstaltung Köln zeigt Haltung im September 2018 sangen die Beer Bitches mit Kasalla und Max Mutzke auf dem Kölner Heumarkt den Ärzte-Song Schrei nach Liebe und Loss mech en Rauh. 2019 starteten die Beer Bitches ihre zweite Tournee.

## Rezeption
Helmut Frangenberg bezeichnete die Beer Bitches im Kölner Stadt-Anzeiger als „unaufhaltsame Naturgewalt, die mit Lust und Laune der männerdominierten kölsche[n] Musikszene das Fürchten lehren möchte“. Er hob positiv die Präsenz von Kebekus, die Stimmen von Weyer und Ehlenbeck sowie die Leistung der Loose Ladyboys hervor. Die Titel der Beer Bitches seien „eine Wohltat im Einerlei der kölschen Dauer-Selbstbeweihräucherung, die man aus den Karnevals-Sitzungssälen kennt“.

## Coverversionen (Auswahl)
- Bierchje – Angels (Robbie Williams)
- Den Deckel zahlst Du – Like the Way I Do (Melissa Etheridge)
- Helau – Hello (Adele)
- Köbes als Mann – Highway to Hell (AC/DC)
- Kölle Alaaf – Baby Love (Mother’s Finest)
- Kölner Zoo – Bungalow (Bilderbuch)
- Lady Bionade – Lady Marmalade (Kenny Nolan und Bob Crewe, bekanntgemacht durch Labelle)
- Minge Mann – Jolene (Dolly Parton)
- Röggelche met Mett –  Wrecking Ball (Miley Cyrus)
- Wieverfastelovend – Killing in the Name  (Rage Against the Machine)

## Diskografie

### Alben
- 2021: 14 Meisterwerke der BeerBitches (Pavement Records)
- 2018: Deck Opjedrage (Pavement Records)

### Singles
- 2018: Schwing ming Fott